# Nordiskt nattljus
Nordiskt nattljus (Oenothera scandinavica) är en dunörtsväxtart som beskrevs av Rostanski. Nordiskt nattljus ingår i släktet nattljussläktet, och familjen dunörtsväxter. Inga underarter finns listade i Catalogue of Life.